# Piramida
Piramída je v gradbeništvu in arhitekturi trirazsežna struktura v obliki matematične piramide.
Piramida (iz grščine: πυραμίς pyramis) je struktura, katere zunanje površine so trikotne in se stekajo v eno samo točko na vrhu. Osnova piramide ima lahko obliko trikotnika, štirikotnika ali poligona. Ker so čistih oblik, so piramide označevale objekte s posebno vlogo; v preteklosti sakralna in spominska, v sodobnosti so to atraktivni objekti za razne namene.
Oblika piramide je taka, da je večina teže bližje tlom in da je manj materiala višje na piramidi, ki potiska težo navzdol. Ta porazdelitev teže je dovoljevala zgodnjim civilizacijam ustvariti stabilne monumentalne strukture.
Piramide so zgradile civilizacije v mnogih delih sveta. Tisoče let so bile največje strukture na Zemlji piramide. Prve Rdeče Piramide v nekropoli Dashur in Velika piramida Khufuja, obe iz Egipta, slednja še vedno ostaja eno izmed sedmih čudes starega sveta. Khufujeva piramida, zgrajena večinoma iz apnenca (iz velikih rdečih granitnih blokov) šteje za arhitekturno mojstrovino. Vsebuje okrog 1.300.000 blokov težkih od 2,5 do 15 ton in ima kvadratno osnovo, s stranico približno 230 m ter obsega 13 hektarjev površine. Njene štiri strani predstavljajo štiri glavne točke in so pod kotom 52 stopinj. Prvotna višina Piramide je bila 146,5 m, danes ima le še 137 m; 9 m, ki manjkajo, so ukradli za kakovosten bel turski apnenec iz obloge za gradnje v Kairu. Še vedno je najvišja piramida. Največja piramida po obsegu je Velika Piramida v Choluli v mehiški zvezni državi Puebla.

## Starodavni spomeniki

### Mezopotamija
Mezopotamci so zgradili najzgodnejše piramidalne strukture, ki jih imenujemo zigurat. Ker so bili zgrajeni iz na soncu sušene blatne opeke, je malo ostankov. Zigurate so gradili Sumerci, Babilonci, Elamiti, Akadci in Asirci za lokalne bogove. Vsak zigurat je bil del tempeljskega kompleksa, ki je vseboval tudi druge stavbe. Predhodnik zigurata je bila vzvišena struktura iz obdobja Ubaidov (4. tisočletje pr. n. št.). Najstarejši zigurati segajo v konec zgodnjega dinastičnega obdobja. Najnovejši mezopotamski zigurati so iz 6. stoletja pred našim štetjem. Imajo pravokotno, ovalno ali kvadratno osnovo in stopničasto piramidno strukturo z ravno ploščo na vrhu. Jedro je iz blatne opeke, obloga pa iz žgane opeke. Obloga je bila pogosto glazirana v različnih barvah, ki so imele astrološki pomen. Kralji so imeli včasih svoja imena vgravirana na teh glaziranih opekah. Število stopenj je bilo 2 - 7. Predpostavlja se, da so imeli na vrhu svetišče, vendar ni arheoloških dokazov za to, o tem je pisal Herodot. Dostop do svetišča bi bil po seriji ramp. Ljudje so verjeli, da je zigurat mesto za bogove. Nanj so smeli le duhovniki, njihova odgovornost je bila skrbeti za bogove. Duhovniki so bili zelo vplivni člani mezopotamske družbe.

### Egipt
Najbolj znane piramide so egipčanske - ogromne strukture, zgrajene iz opeke ali kamna, od katerih so nekatere med največjimi konstrukcijami na svetu. Večina piramid je imela polirano in močno odbojno belo površino iz apnenca. Vrhnji kamen je bil običajno izdelan iz trdega kamna - granita ali bazalta, in je bil lahko prevlečen z zlatom, srebrom ali elektrumom in imel visoko stopnjo refleksije.
Po letu 2700 pred našim štetjem pa do okoli 1700 pr. n. št. so Stari Egipčani začeli graditi piramide. Prva piramida je bila zgrajena v času tretje dinastije faraona Džoserja in njegovega arhitekta Imhotepa kot stopničasta piramida na šestih mastabah. Gradnja piramid je dosegla svoj vrhunec v Gizi med leti 2575 - 2150 pr. n. št., in v večini primerov ležijo zahodno od reke Nil, saj se je duša božanskega faraona pridružila soncu v času rojstev pred zatonom sonca v svojem večnem krogu.
Do leta 2008 so v Egiptu odkrili okoli 135 piramid. Velika piramida v Gizi je največja v Egiptu in ena največjih na svetu. Bila je najvišja stavba na svetu, dokler ni bila zgrajena stolnica v Lincolnu v Angliji, končana leta 1311. Osnova obsega več kot 52.600 m². Velika piramida v Gizi je eno od sedmih čudes antičnega sveta.
Večina piramid je v bližini Kaira, le ena kraljevska je južno od Kaira, v tempeljskem kompleksu Abidos. Piramido v Abidosu je naročil Ahmoz I., ki je ustanovil 18. dinastijo in novo kraljestvo. Bil je tudi zadnji faraon, ki je zgradil piramido, poznejši faraoni so svoje grobnice skrivali v hribih, kot npr. v Dolini kraljev v Luksorju.
V Medinat Habuju ali Deir el-Medini so manjše piramide zgradili posamezniki. Manjše piramide so zgradili tudi Nubijci, ki so vladali Egiptu v poznem obdobju.

### Sudan
Nubijske piramide (približno 240) so bile zgrajene na treh lokacijah v današnjem Sudanu in so služile kot grobnice za kralje in kraljice kraljestva Napata in Meroë. Piramide Kuš, znane tudi kot nubijske piramide, imajo drugačne značilnosti od tistih v Egiptu. Zgrajene so bile pod strmejšim kotom.
Piramide so še vedno gradili do poznega leta 300 n. št. Najbolj znane so:
- Kraljevsko pokopališče na el-Kurru. Kašta, Piye, Tantamani, Šabaka in več kraljic je pokopanih v piramidah v El-Kurru.
- Piramide kraljestva Meroë (Begaravijah). Datirane v obdobje okoli 720-300 pred našim štetjem na Južnem pokopališču ter okoli 300 pred našim štetjem do okoli 350 n. št. na Severnem pokopališču.
- Kraljevsko pokopališče na Nuri. Kralj Taharqa in drugih kralji Kraljevine Napata so pokopani na Nuri.
- Piramide Jebel Barkal

### Nigerija
Ena od unikatnih struktur kulture Igbo, so piramide Nsude, po nigerijskem mestu Nsude, severni Igbo. Deset piramid je bilo zgrajenih iz gline oziroma blata. Prva osnova je bila krožnega tlorisa obsega 18,3 m in višine 1 m. Naslednja stopnja je imela obseg 13,7 m. Krožni nizi so se nadaljevali, dokler niso dosegli vrha. Strukture so bile templji za boga Ala / Uto, za katerega so verjeli, da lahko prebiva na vrhu. Na vrhu je bila palica, ki naj bi predstavljala božje prebivališče. Strukture so ležale v skupinah po pet, skupine pa so bile medsebojno vzporedne. Ker so bile zgrajene iz gline / blata, kot Deffufa iz Nubije, propadajo in zahtevajo periodično obnovo.

### Grčija
Pavzanias (2. stoletje) omenja dve stavbi, ki spominjata na piramide. Ena, 19 kilometrov jugozahodno od vedno stoji struktura Hellenikon, skupni grob za vojakov, ki so umrli v legendarnem boju za prestol Argosa in druga je grobnica Argivesa, ubitega v bitki okoli 669/8 pr. n. št. Nobena od teh ni ohranjena in ni dokazov, da so spominjale na egiptovske piramide.
Obstajata tudi vsaj dve ohranjeni piramidni strukturi, ki so še vedno na voljo za študij, ena na Helenikonu in druga v Ligourio / Ligurio, vasici v bližini antičnega gledališča Epidaver. Ti zgradbi nista bili izdelani na isti način kot piramide v Egiptu. Imata navznoter poševni steni, vendar razen tega ni očitnih podobnosti z egiptovskimi piramidami. Imeli sta velike osrednje komore (za razliko od egipčanskih piramid). Struktura na Helenikonu je pravokotne in ne kvadratne oblike velikosti 12,5 x 14 m, kar pomeni, da stranici ne bi mogli doseči vrha v eni točki. Kamen, uporabljen za izgradnjo je lokalni apnenec. V okolici niso našli ostankov drugih struktur ali grobov. Domnevajo, da je bila ena od nalog take strukture tudi kot stražni stolp. Druga možnost je, da so bila svetišča junakov in vojakov iz antičnih časov.
Datiranje teh struktur je bilo narejeno s pomočjo črepinj izkopanih na nahajališču. Najnovejši datumi znanstvenega datiranja so bili ocenjeni v 5. in 4. stoletja. Običajno se ta tehnika uporablja za lončarstvo, tukaj pa jo so raziskovalci uporabili, da bi poskušali določiti datum kamnitih ostankov sten struktur. Bilo je nekaj polemik o tem ali so te strukture dejansko starejše od egipčanskih, ki so del zapisa v knjigi Martina Bernala Black Athena. Uporaba termoluminiscence za datiranje teh najdb temelji na novem načinu zbiranja vzorcev za testiranje.Znanstveniki, ki sodelujejo z  Atenska akademijo, odgovorno za izkopavanje, trdijo, da lahko na osnovi elektronov, ki so ujeti na notranjih površinah kamnov, pozitivno identificirajo datum, kdaj in v katerem kamnolomu se jih je lomilo.
Mary Lefkowitz je te raziskave kritizirala. Meni, da je bil cilj raziskav vsaj delno podpreti predpostavke o starosti in določene trditve glede piramid in grške civilizacije, ne pa ugotoviti, kot je bilo predlagano, kako zanesljiva je uporabljena metoda datiranja. Ugotavlja, da ne samo, da rezultati niso zelo natančni, ampak da drugi v raziskavah omenjeni objekti dejansko niso piramide, na primer grobnica Amfiona in Zetusa blizu Teb, struktura na Stilida (Tesalija), ki je le dolg zid, itd. Po njenem mnenju je tudi možno, da so datirane kamne prvotno vgradili v starejše zgradbe in kasneje ponovno uporabili. Dalje ugotavlja, da so avtorji prejšnjo raziskavo (Fracchia) iz leta 1930, potrjeno leta 1980, prezrli. Trdi, da so avtorji raziskave z uporabo nove in predhodno nepreverjene metodologije želeli potrditi vnaprej določeno teorijo o starosti te strukture.
Liritzis je leta 2011 odgovoril s člankom, v katerem trdi, da Lefkowitz ne razume metodologije in jo napačno interpretira.

### Španija
Piramide iz Güímarja se nanašajo na šest pravokotnih stopničastih piramid, zgrajenih iz lave brez uporabe malte. So v okrožju Chacona, del mesta Güímar na otoku Tenerife na Kanarskih otokih. Strukture so datirane v 19. stoletje in njihovo prvotno funkcijo razlagajo kot stranski produkt sodobnih kmetijskih tehnik.
Lokalne tradicije, kot tudi ohranjene slike kažejo, da so podobne konstrukcije (znane tudi kot "Morras", "Majanos", "Molleros" ali "Paredones") našli na mnogih krajih na otoku. Sčasoma pa so bile odstranjene in uporabljene kot poceni gradbeni material. V Güímarju je bilo devet piramid, od katerih je le šest ohranjenih.

### Kitajska
Na Kitajskem obstaja veliko kvadratnih piramid s sploščenim vrhom. Prvi cesar Čin Ši Huangdi (Qin Shi Huang - okoli leta 221 pred našim štetjem je združil 7 predimperialnih kraljestev), je bil pokopan pod velikim kupom izven današnjega Xi'ana. V naslednjih stoletjih je bilo še več vladarjev dinastije Han pokopanih pod ploščatimi piramidnimi zemeljskimi strukturami.

### Mezoamerika
Številne mezoameriške kulture so tudi gradile piramidne strukture. Te piramide so imele običajno na vrhu tempelj in so bolj podobne mezopotamskemu ziguratu kot egiptovskim piramidam.
Največja piramida po obsegu je Velika piramida v Choluli, v mehiški državi Puebla. Zgrajena je bila v 3. do 9. stoletju pred našim štetjem in velja za največji spomenik doslej zgrajen kjerkoli na svetu in se še vedno izkopava. Tretja največja piramida na svetu, Piramida Sonca v Teotihuacanu je tudi v Mehiki. Je nenavadna piramida s krožnim tlorisom, zdaj znotraj Ciudad de México in je bila večinoma prekrita z lavo iz vulkana Xitle v 1. stoletju pred našim štetjem.
V Tenochtitlanu in Jaliscu je še več krožnih stopničastih piramid imenovanih guachimontones.
Piramide v Mehiki so bile pogosto uporabljene kot kraji žrtvovanja ljudi. Pri ponovni posvetitvi Velike piramide v Tenochtitlanu leta 1487, so Azteki poročali, da so žrtvovali okoli 80.400 ljudi v štirih dneh.

### Severna Amerika
Mnogo pred Kolumbom so indijanske starodavne kulture v Severni Ameriki zgradile velike piramidalne zemeljske strukture, znane kot gomile-ploščadi. Med največje in najbolj znane sodi Monks Mound v kraju Cahokia, danes v Illinoisu, narejena okoli leta 1100 in ima bazo večjo od Velike piramide v Gizi. Mnoge izmed gomil so bile v rednih časovnih presledkih nadgrajevane in so postale precej velike. Verjamejo, da so igrale osrednjo vlogo v verskem življenju starodavnih ljudstev, dokumentirana uporaba pa vključuje hišne pol zasebne ploščadi vodij, javne tempeljske ploščadi, kostnice, mrtvašnice, ploščadi za prebivanje, trge in rotunde ter plesne ploščadi. Kulture, ki so gradile podkonstrukcije gomil so kultura Troyville, kultura Coles Creek, kultura Plaquemine in kultura Mississippi.

### Rimski imperij
27 metrov visoka Piramida Cestius (italijansko Piramide di Caio Cestio ) je bila zgrajena do konca 1. stoletja pred našim štetjem, v njej je grobnica sodnika C. Cetija. Njena antična kopija je ohranjena v bližini Porta San Paolo ob Ostijskih vratih v Rimu. Visoka je 36 m. Še ena, ki se imenuje Meta Romuli stoji v Ager Vaticanus (današnji Borgo), je bila uničena ob koncu 15. stoletja.

### Srednjeveška Evropa
Piramide so občasno uporabljene v krščanski arhitekturi. Mogočne romanske stolnice imajo piramidaste strehe na zvonikih. Zvonika sta bila najmanj dva, lahko pa tudi štirje ali več. Zanimiv primer je stolp gotske stolnice Oviedo v San Salvadorju, Španija.

### Indija
Veliko ogromnih granitnih tempeljskih piramid je bilo zgrajenih v južni Indiji v času cesarstva Chola, od katerih so mnoge še vedno v verski uporabi. Primeri takih piramidnih templjev so: tempelj Brihadisvara v Thanjavurju, tempelj Gangaikonda Cholapuram  in tempelj Airavatesvara v Darasuramu. Največje tempeljska piramida v kompleksu Sri Rangam v Srirangamu je Tamil Nadu. Tempelj Thanjavur je zgradil Raja Chola v 11. stoletju. Tempelj Brihadisvara je bil uvrščen na UNESCO-v seznam  svetovne dediščine leta 1987, templja Gangaikondacholapuram in Airavatesvara pa sta bila dodana na seznam v letu 2004.

### Indonezija
Poleg menhirjev, kamnitih miz in kamnitih kipov je Avstronezijska megalitska kultura v Indoneziji gradila tudi zemeljske in kamnite stopničaste piramidne strukture, imenovane Punden Berundak, ki so jih odkrili v Pangguyangan, Cisolok in Gunung Padangu, zahodna Java. Gradnje kamnitih piramid temeljijo na avtohtonih prepričanjih, da so gore in višave bivališče duše prednikov.
Stopničasta piramida je osnovna oblika v 8. stoletju zgrajenega budističnega svetišča Borobudur v osrednji Javi. Kasneje so templji zgrajeni na Javi vplivali na indijsko hindujsko arhitekturo, kot jo visoke fiale na templju Prambanan. V času poznega obdobja imperija Majapahit v 15. stoletju, so na Javi oživili avstronezijske avtohtone prvine kot jih vidimo na templju Sukuh, ki je nekoliko podoben mezoameriškim piramidam.

### Peru
Caral ali Caral-Supe, je večje naselje v dolini Supe, provinca Barranca v Peruju, približno 200 km severno od Lime. Caral je eno izmed najstarejših mest v Ameriki in dobro raziskano področje Caral ali Norte Chico civilizacije. Na kompleksu 80 km² se nahaja 19 raznih piramid.
Glavna piramida (špansko Pirámide Mayor) pokriva površino skoraj velikosti štirih nogometnih igrišč in je 18 m visoka. Caral je največje zabeleženo mesto v andski regiji z datumi starejšimi od 2000 let pred našim štetjem. 
Túcume je predšpansko mesto v Peruju, južno od reke La Leche na ravnici v okolici gorovja La Raya. Zajema površino več kot 220 ha, kjer leži 26 velikih piramid in gomil.

## Moderne piramide
Piramida je v moderni arhitekturi doživela preoblikovanje tako v funkciji kot materializaciji. Uporabljeni materiali kot sta jeklo in steklo so pripomogli k edinstvenim primerom sodobnih piramid.
Taka je na primer piramida v Louvru v Parizu, narejena po projektu iz leta 1981 I. M. Peija in predstavlja svetlobni del poglobljenega vhodnega dela v sam muzej. Piramida je obdana z odbojnimi površinami, ki imajo v sredini fontane, da bi pričarale občutek lebdenja na vodi.
Nekatere moderne piramide so:
- Piramida v Louvru v Parizu, Francija, stoji v dvorišču muzeja, je 20,6 m visoka steklena struktura, ki predstavlja vhod v muzej. Oblikoval jo je ameriški arhitekt I. M. Pei in je bila končana leta 1989.
- Hotel Luxor v Las Vegasu, ZDA.
- Piramida Arena v Memphisu, Tennessee (mesto se imenuje po starodavnem egipčanskem Memphisu). Zgrajena je bila leta 1991.
- Transamerica  v San Franciscu, Kalifornija, oblikoval jo je William Pereira] in je eden od simbolov mesta.
- Hotel Ryugyong, Pyongyang, Severna Koreja.
- Zgradba Slovaškega radia, Bratislava, Slovaška.
- Palača miru in sprave, Astana, Kazahstan.
- Glasbena dvorana GoJa Praga.
- Steelcase Development Center blizu Grand Rapids, Michigan.
- Sunway, nakupovalni center Selangor, Malezija.
- Muzej v Hanoju je narobe obrnjena piramida.
- "Forum" - Expo center, Moskva, Rusija.
- Shimizu Mega-City, predlagan projekt za gradnjo obsežne piramide nad tokijskim zalivom na Japonskem.
- Nezgrajen Muzej moderne umetnosti, Caracas je bil oblikovan kot narobe obrnjena piramida.[11]

### Visoške piramide
Visoške piramide tudi bosanske piramide, so ideja pisca in amaterskega arheologa Semirja Osmanagića, ki trdi, da se v bližini mesta Visoko v osrednji Bosni nahaja več piramid zgrajenih v davnini. Po njegovih trditvah je 213 metrov visok hrib Visočica zaradi njegove razmeroma pravilne geometrije pravzaprav starodavna »piramida Sonca«, ki so jo verjetno zgradili starodavni Iliri pred približno 12.000 leti. Trditve so vzbudile precejšnjo pozornost mednarodne javnosti po široko zastavljeni medijski kampanji za promocijo najdbe leta 2005; Osmanagić je s podporniki ustanovil fundacijo Arheološki park: Bosanska piramida sonca, ki nadaljuje z izkopavanji ter promovira razlago, da gre za daleč največjo in najstarejšo piramido človeške izdelave na svetu .
Konsenz arheološke stroke je, da gre za popolnoma naravne tvorbe in da ni dokazov o človeški gradnji. Poleg tega sta številnih kritik deležna tudi Osmanagićev senzacionalistični pristop in v nekaterih primerih zavajanje, s katerim daje javnosti vtis večje kredibilnosti, kot jo njegove raziskave imajo. Kritiki izpostavljajo, da fundacija s svojimi posegi ogroža srednjeveška najdišča na hribu in okolici. Javno se je oglasilo tudi več znanih arheologov, ki jih je fundacija lažno navedla kot sodelavce ali podpornike projekta.

## Galerija
- Keopsova piramida v Kairu
- Grob Shaohao, Qufu, Kitajska
- Piramida v Stockportu, Združeno kraljestvo
- Piramida v mestu Karlsruhe, Nemčija
- Piramidna arena, Memphis, Tennessee, ZDA
- Muzej v Hanoju,Vietnam, je oblikovan kot na konico postavljena piramida.
- Pokopališča Metairie, New Orleans, ZDA
- Piramida Summum, Salt Lake City, Utah,ZDA
- Nakupovalni center Zafer Plaza v Bursi, Turčija
- Slovaška Radio Televizija, Bratislava, Slovaška.
- Spomenik obleganju Kazana, Kazan, Rusija.
- Piramidna cerkev na avtocesti v Baden-Badnu, Nemčija
- Piramida Walterjev, univerzitetni večnamenski športni stadion v Long Beachu, Kalifornija, ZDA
- Hotel Luxor v Las Vegasu, Nevada, ZDA
- Kulturno-zabaviščni kompleks Piramida v središču Kazana, Tatarstan, Rusija
- 3-D kino IMAX v Ejlatu, Izrael
- Piramida v obrtno industrijski coni v Trzinu
- Tempe Municipal Building v obliki obrnjene piramide v Tempeju, Arizona, ZDA
- Mednarodno razstavno (konferenčno) središče Big Sight v Tokiu, Japonska